# Pristaulacus flavicrurus
Pristaulacus flavicrurus är en stekelart som först beskrevs av Bradley 1901.  Pristaulacus flavicrurus ingår i släktet Pristaulacus och familjen vedlarvsteklar. Inga underarter finns listade i Catalogue of Life.